# Tammukkajärvi (Gällivare socken, Lappland, 741116-175319)
Tammukkajärvi är en sjö i Gällivare kommun i Lappland och ingår i Kalixälvens huvudavrinningsområde. Sjön har en area på 0,447 kvadratkilometer och ligger 369 meter över havet. Tammukkajärvi ligger i Torne och Kalix älvsystem Natura 2000-område. Sjön avvattnas av vattendraget Tammukkaoja.

## Delavrinningsområde
Tammukkajärvi ingår i det delavrinningsområde (741178-175309) som SMHI kallar för Mynnar i Kattån. Medelhöjden är 369 meter över havet och ytan är 11,36 kvadratkilometer. Det finns inga avrinningsområden uppströms utan avrinningsområdet är högsta punkten. Tammukkaoja som avvattnar avrinningsområdet har biflödesordning 5, vilket innebär att vattnet flödar genom totalt 5 vattendrag innan det når havet efter 166 kilometer. Avrinningsområdet består mestadels av skog (70 procent) och sankmarker (26 procent). Avrinningsområdet har 0,45 kvadratkilometer vattenytor vilket ger det en sjöprocent på 3,9 procent.